# Revenu (métallurgie)
Pour les articles homonymes, voir Revenu (homonymie).
 (septembre 2023).
Si vous disposez d'ouvrages ou d'articles de référence ou si vous connaissez des sites web de qualité traitant du thème abordé ici, merci de compléter l'article en donnant les références utiles à sa vérifiabilité et en les liant à la section « Notes et références ».
Les traitements thermiques dits de revenu font partie d'une famille de traitements thermiques ayant pour trait commun d'être toujours effectués à des températures inférieures aux températures de transformations allotropiques des métaux, lorsque celles-ci existent.
Les revenus ont la particularité de produire deux effets :
- une transformation métallurgique rendue possible par le mécanisme de diffusion amorcé pendant un séjour suffisant à température (voir Diagramme temps-température-transformation) ;
- un abaissement de la limite d'élasticité et, de moindre façon, du module d'élasticité pendant la montée en température et une légère amorce de fluage pendant le temps de palier à température de revenu.

Selon l'état initial du matériau et sa composition chimique, l'un des effets prédomine aussi, selon ce qui est recherché, le revenu sera soit métallurgique, soit de détensionnement. Cependant, quel que soit l'effet recherché, les deux effets se produiront et l'effet non recherché pourra avoir des conséquences non négligeables sur l'intégrité de la pièce traitée. Ceci est d'autant plus vrai si le traitement est effectué sur une construction soudée (effet de sur-revenu dans la zone thermiquement affectée des soudures par exemple).
D'une manière générale, pour tenir compte des deux effets produits, les traitements de revenu effectués sur les constructions soudées prennent le nom de traitement thermique après soudage (TTAS), en anglais Post Weld Heat Treatment (PWHT).
Il recommandé de :
- procéder à la qualification du mode opératoire de traitement thermique avant de procéder sur pièce réelle ;
- réaliser un témoin de fabrication pour vérifier le succès de l'opération et valider le mode opératoire de traitement thermique.

## Cas des aciers

Courbe de revenu (1 h) après pour l'acier 25CrMo4 (25CD4) après trempe à l'huile (835-865 °C).

Pour les pièces en acier trempé ou auto-trempant (c'est-à-dire pouvant prendre la trempe pendant le soudage - cas des aciers alliés au chrome par exemple), le revenu permet d'adoucir les effets de la trempe en produisant la martensite dite revenue sans trop altérer (choix judicieux de la température de revenu) les effets fondamentaux de la trempe. 
Pour les aciers n'étant pas particulièrement résistants à chaud, il permet un détensionnement des contraintes par adaptation plastique (ainsi qu'un dégazage de l'hydrogène dissous lors du soudage par exemple), participe à la stabilisation dimensionnelle (certaines pièces de précision doivent parfois subir un détensionnement de contraintes avant un usinage) et améliore la résistance à la fissuration à froid.
Lorsque le TTAS est effectué pour agir sur l'état métallurgique du matériau (cas d'un acier allié au chrome, 15CrMo4 ou 12CrMo10 par exemple), les étapes clefs sont :
- chauffage à température de 300 °C environ puis palier d'homogénéisation ;
- montée contrôlée jusqu'à la température de début de transformation souhaitée (température de revenu) ;
- maintien à température pendant le temps nécessaire à la transformation métallurgique de toute la masse chauffée ;
- refroidissement contrôlé jusqu'à la température de 300 °C environ.

Lorsque le TTAS est effectué en vue d'un détensionnement de contrainte ou d'une stabilisation dimensionnelle (acier de construction), les étapes clefs sont :
- chauffage à température de 300 °C environ puis palier d'homogénéisation ;
- montée contrôlée jusqu'à la température de détensionnement (un palier de température est parfois nécessaire pour assurer que la masse chauffée a atteint cette température en tous points) ;
- refroidissement contrôlé jusqu'à la température de 300 °C environ.

Dans tous les cas il est important d'établir le mode opératoire de traitement sur les conditions spécifiques de TTAS du matériau validées par l'aciériste.

## Cas des alliages d'aluminium
Pour les pièces en alliage d'aluminium, le traitement de revenu durcit la pièce par précipitation de composés intermétalliques dans la matrice aluminium. 
Il s'effectue, lui aussi, à une température nettement inférieure à celle de la trempe et est suivi d'un refroidissement naturel.
Exemple (les températures et durées varient d'un alliage à l'autre) : alliage de fonderie EN AC-42200 (ancienne désignation AS7G06) :
- mise en solution : 8 à 12 heures à 535 °C ;
- trempe à l'eau (20 °C) dans les 7 secondes qui suivent la sortie du four de mise en solution ;
- revenu : 6 heures minimum à 170 °C.

Pour certains alliages, on effectue une trempe, mais pas de revenu. Dans ce cas, il y a « maturation » (exemple : 5 jours à 20 °C pour les AU), c'est-à-dire que l'on considère que l'alliage atteint ses caractéristiques mécaniques seulement après cette période. Tout essai de dureté ou de résistance mécanique avant ces 5 jours n'est pas significatif.